# Ройз, Михаил
Михаил Ройз (род. 12 октября 1983, Саратов) — российский и израильский шахматист, шахматный тренер, гроссмейстер (2003).

## Биография
Научился играть в шахматы в 7 лет, в 9-летнем возрасте занял 2-е место на чемпионате России в категории до 10 лет. В 1995 репатриировался в Израиль. Участник чемпионатов Израиля в 2000, 2002, 2004. Являлся членом сборной Израиля в различных соревнованиях. Занял 1-е место на 3-й доске на командном чемпионате Европы на Крите в 2007. Принял участие в кубке мира по шахматам в 2007. Участник шахматной олимпиады в 2008 в Дрездене, где команда Израиля получила серебряную медаль. Был секундантом Б. А. Гельфанда во время матча за звание чемпиона мира по шахматам в 2012, тренировал национальную олимпийскую сборную.

## Спортивные достижения
| Год  | Город          | Турнир                                                          | + | − | =  | Результат | Место |
| ---- | -------------- | --------------------------------------------------------------- | - | - | -- | --------- | ----- |
| 2000 |                | Чемпионат Израиля                                               | 1 | 0 | 10 | 6 из 11   | 4—7   |
| 2002 |                | Чемпионат Израиля                                               | 4 | 1 | 4  | 6 из 9    | 4—5   |
| 2004 |                | Чемпионат Израиля                                               | 2 | 0 | 7  | 5½ из 9   | 5—12  |
|      | Кальвиа        | 36-я олимпиада                                                  | 3 | 0 | 3  | 4½ из 6   |       |
| 2007 | Ханты-Мансийск | Кубок мира ФИДЕ Матч против Этьена Бакро (одна тридцать вторая) | 0 | 1 | 1  | ½ из 2    |       |
| 2008 | Дрезден        | 38-я олимпиада                                                  | 2 | 0 | 7  | 5½ из 9   |       |

## Изменения рейтинга
| Графики недоступны из-за технических проблем. См. информацию на Фабрикаторе и на mediawiki.org. |